# ال کالواریو
ال کالواریو (انگلیسی: El Calvario) یک منطقهٔ مسکونی در کلمبیا است.